# Paranatrolite
La paranatrolite è un minerale.